# Rissa

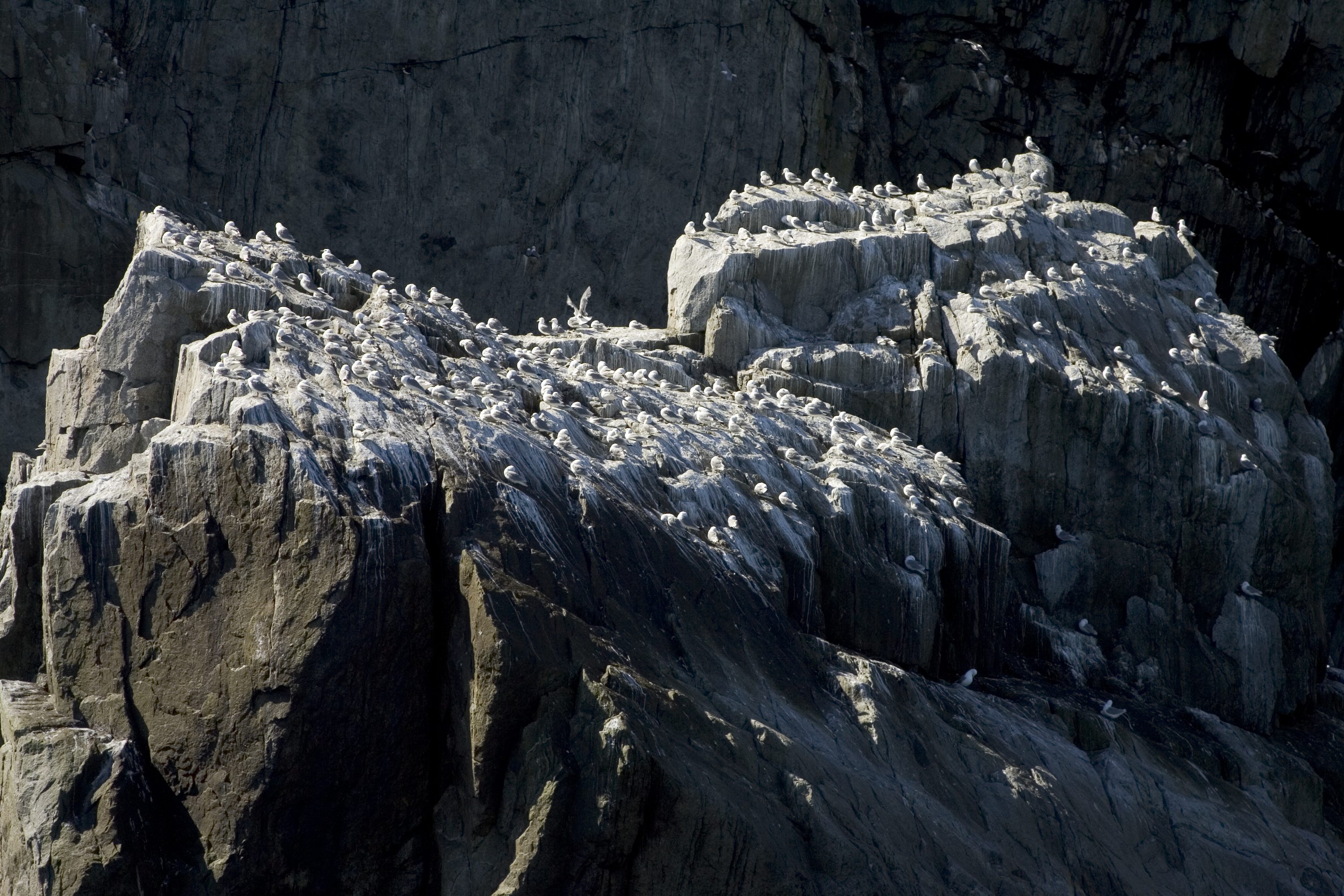
Bầy R. tridactyla trên đá Koniuji Lớn, quần đảo Shumagin.

Rissa là một chi gồm 2 loài chim biển thuộc Họ Mòng biển (Laridae): R. tridactyla và R. brevirostris. Cả hai loài này trong tiếng Anh có tên là kittiwake.

## Mô tả
Hai loài chim này có bề ngoài rất giống nhau. Chúng có đầu và thân người trắng, lưng xám, cánh xám có chỏm đen và mỏ vàng. R. tridactyla trưởng thành hơi to hơn (dài chừng 40 cm (16 in), sải cánh 90–100 cm (35–39 in)) R. brevirostris (dài 35–40 cm (14–16 in), sải cánh 84–90 cm (33–35 in)). R. brevirostris cũng có mỏ ngắn hơn, mắt to hơn, đầu tròn hơn và cánh xám đậm hơn. Dù R. tridactyla hay có chân xám đậm, số ít có chân đo đỏ hay xám hồng.
Trái với chim non lông lốm đốm ở những nhóm mòng biển khác, con non của hai loài Rissa có lông tơ trắng do chúng ít đối mặt với kẻ săn mồi, nhờ tổ chim nằm ở chỗ rất dốc. Chim non ít đi lại để tránh rơi xuống vực. Chúng trưởng thành năm ba tuổi.

## Phân bố và môi trường sống
Rissa sinh đẻ ở vùng ven biển Bắc Thái Bình Dương, Bắc Đại Tây Đương, và Bắc Băng Dương. Chúng xúm xít thành những bầy lớn, ồn ào vào mùa hè, chung sống với cả những loài Uria. Đây là hai loài mòng biển duy nhất xây tổ chỉ trên dốc đá.
R. tridactyla là một trong những loài chim biển đông đảo nhất. Những bầy sinh sản của chúng có mặt tại Bắc Thái Bình Dương (từ quần đảo Kuril, qua biển Okhotsk và biển Bering, đến quần đảo Aleut rồi đông nam Alaska, và Bắc Đại Tây Dương (từ vịnh St. Lawrence qua Greenland và bờ biển Ireland xuống Bồ Đào Nha), cũng như ở những đảo quanh cực Bắc. Vào mùa đông, chúng lan xa hơn về phía nam.
Trái ngược, R. brevirostris phân bố hạn chế trong biển Bering, chỉ sinh đẻ trên quần đảo Pribilof, đảo Bogoslof và Buldir thuộc Hoa Kỳ, và trên quần đảo Komandorski của Nga. Trên những đảo này, chúng có khi chung sống với R. tridactyla.

## Hình ảnh

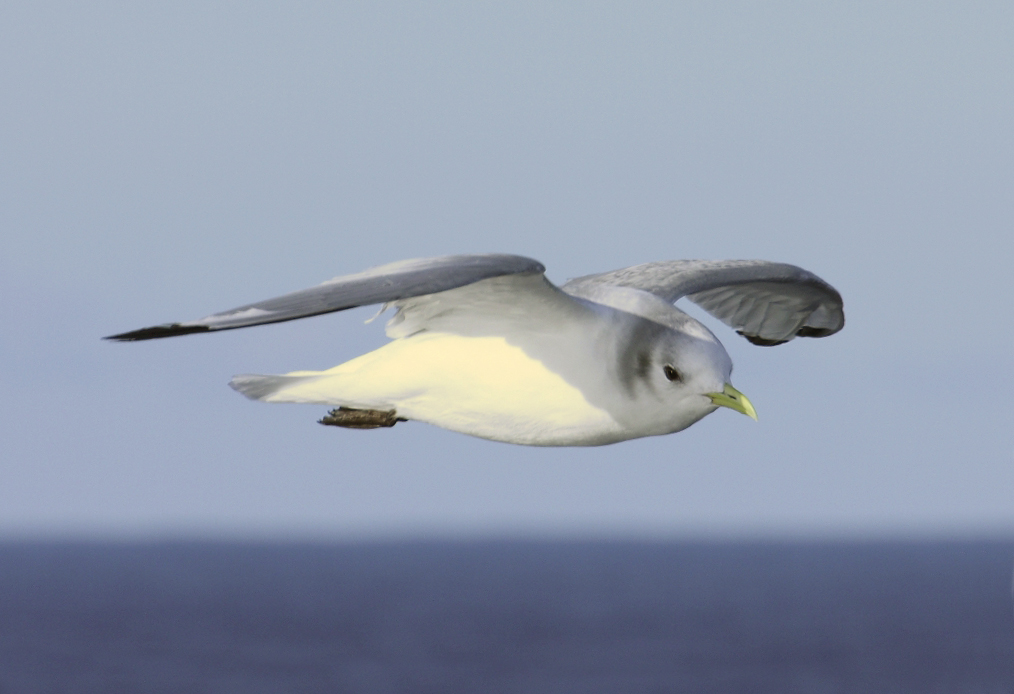
Ở Ireland
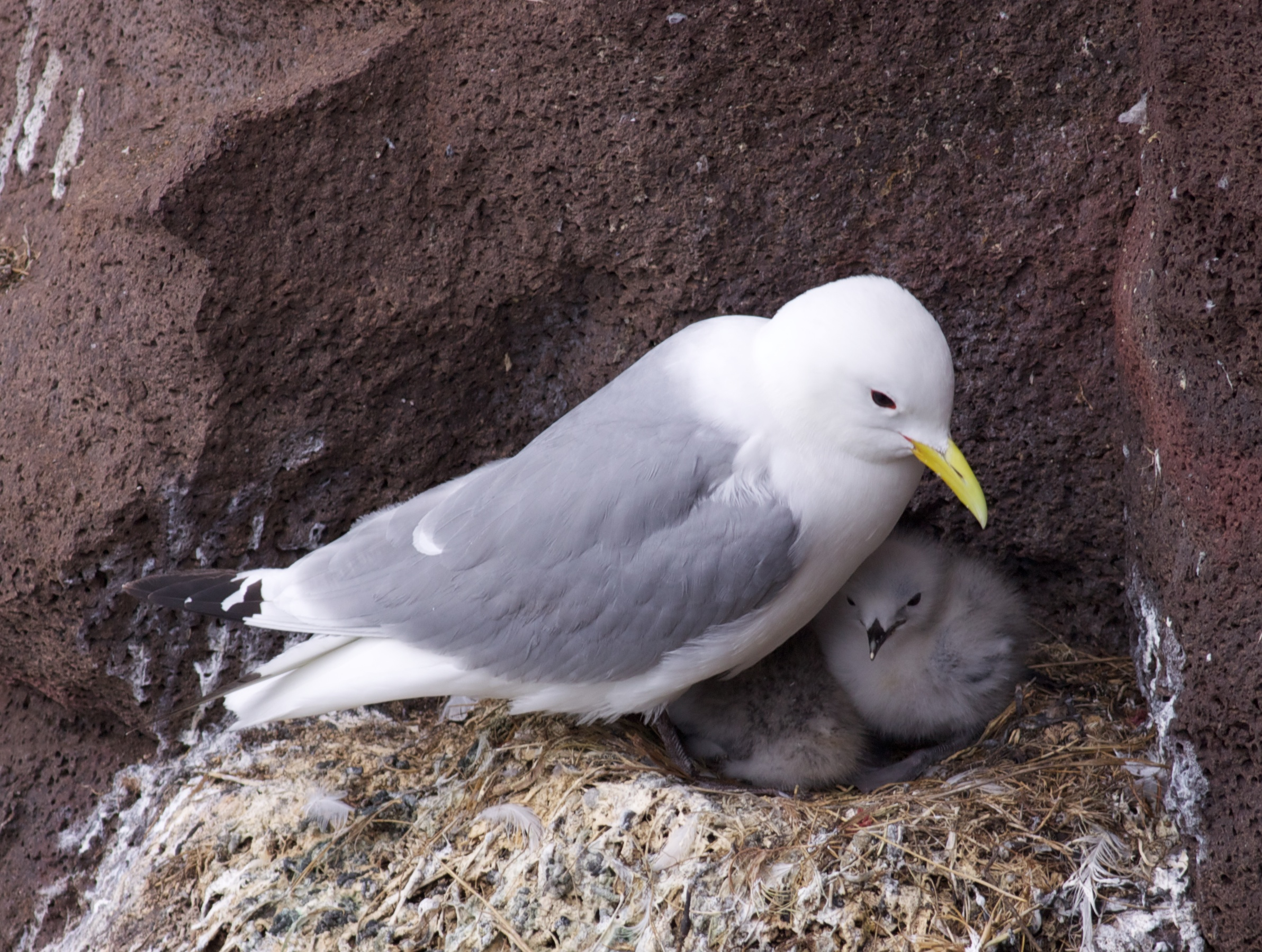
Ở Iceland
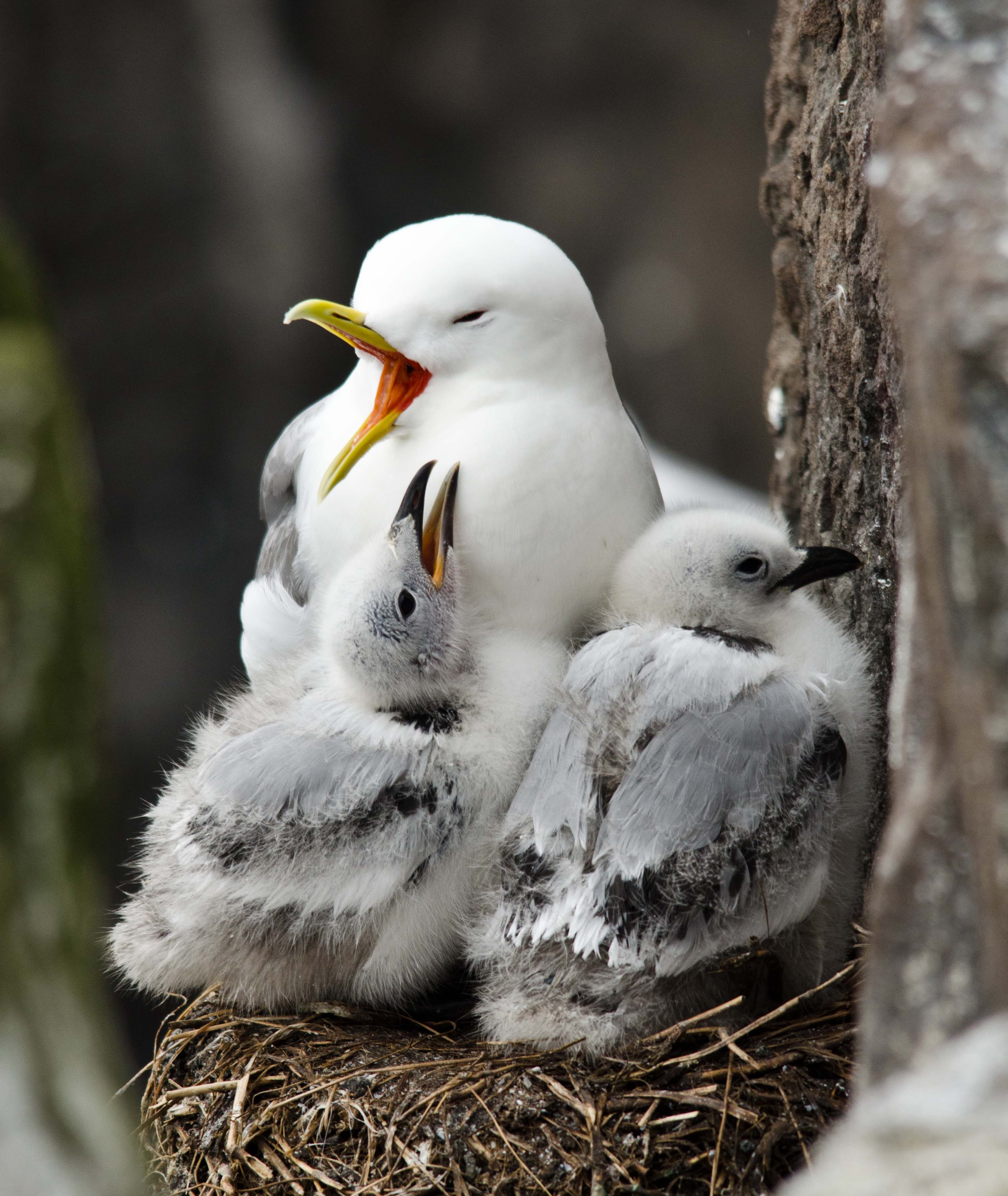
Ở quần đảo Farne, Anh